# Miguel Bertrán Oleart
Miguel Bertrán Oleart (Sabadell, 29 de junio de 1891 - Tulancingo, México, 17 de agosto de 1958) fue un político español, alcalde del municipio de Sabadell en enero de 1939.

## Biografía
Impresor, tejedor de lana y periodista, entre 1920 y 1939 destacó como anarcosindicalista hasta la aparición del Partido Socialista Unificado de Cataluña (PSUC), estando afiliado a la Federación Local de Sindicatos (primero en la Confederación Nacional del Trabajo y luego, tras ser expulsados por treintistas, en la Unión General de Trabajadores). Su actividad sindical y política de todo el período de la dictadura de Primo de Rivera, la Segunda República y la guerra civil española va ligada estrechamente a las figuras de Josep Rosas y José Moix. Exiliado en varias ocasiones en Francia y en Alemania para evitar la represión, participó activamente en los movimientos revolucionarios de 1917 y octubre de 1934.
A lo largo de su carrera, ostentó los cargos de primer teniente de alcalde y concejal de Servicios Municipales del ayuntamiento de Sabadell y delegado especial de Transportes de la generalidad de Cataluña. Fue el último alcalde que tuvo el Ayuntamiento republicano de Sabadell, cargo que sólo pudo desempeñar unos días. 
Tras la entrada de los sublevados en la ciudad, se exilió y conoció los campos de concentración franceses. Desde Francia se trasladó a la República Dominicana en el vapor De La Salle llegando a Puerto Plata el 23 de febrero de 1940. Desde allí viajó a México en el buque Río de la Plata llegando a Veracruz el 14 de febrero de 1942. Trabajó como técnico textil y falleció en Tulancingo, estado de Hidalgo, el 17 de agosto de 1957.

## Homenajes
Desde 2011 hay una plaza en Sabadell que lleva su nombre, la Plaça de Miquel Bertran.